# 타이구역
타이구역 (중국어: 太古, 한어 병음: Tàigǔ, 광둥어 예일: Taaigú, Tai Koo)은 홍콩섬 쿼리베이에 위치한 홍콩 지하철 공도선의 역이다. 콘힐, 콘힐 가든, 타이구싱 일대를 역세권으로 삼고 있다.역 상징색은 짙은적색이며, 홍콩 지하철에서 가장 붐비는 역 중 하나다.
역명은대규모주택개발단지인타이구싱에서따왔으며, 한때스와이어 그룹에서 운영하던타이구 조선소가 있던 지역이다. 스와이어사의중국어명이바로 '타이구'이기도 하다.

## 역사
역 부지 굴착공사는 1983년 10월에 마무리되었으며, 1985년 5월 공도선 개통과 함께 영업에 들어갔다. 당시 공도선 개통식이 타이구역에서 열렸으며, 항철공사 사장이던 윌프리드 뉴턴과 홍콩 총독이었던 에드워드 유드가 참석해 대합실층의 기념 현판식에 함께하였다. 개통 당시 타이구역은 인력으로 진행한 굴착 공사로는 아시아에서 최대 규모의 공사이기도 했다.

## 역 구조
타이구역은 여느 지하철역과 다를 바 없는 구조를 지니고 있으며, 알파벳순에 따른 여러 출구를 지니고 있다.
1번과 2번 승강장은 하나의 섬식 승강장으로 이뤄져 있다. 공도선의 다른 역과는 달리 타이구역은 양 선로와 승강장을 별개의 터널로 분리하지는 않았으며, 하나의 터널이 대합실과 승강장을 겸하고 있다. 절삭식 공법으로 지어진 역은 아니지만 외관만 보면 그렇게 지어진 역처럼 생겼으며, 승강장 중앙에 에스컬레이터와 계단이 존재한다. 따라서 개방적인 구조를 지니며 승강장도 분리되어 있지 않은 것이다. 각 승강장에는 안전을 위해 스크린도어가 설치되어 있다.
| G         | 지상층                     | 출구                                |
| L1        | 지하도                     | D출구 보행자터널애틱                |
| L2        | 대합실                     | 고객센터, MTR샵                     |
| L2        | 대합실                     | 자판기, ATM기                       |
| L2        | 대합실                     | 옥토퍼스 카드 발급기                |
| L3 승강장 | 승강장 1                   | → 공도선 차이완 방면 (사이완호) →   |
| L3 승강장 | 섬식 승강장, 오른쪽문 열림 |                                     |
| L3 승강장 | 승강장 2                   | ← 공도선 케네디타운 방면 (쿼리베이) |

## 출구
크게는 A부터 E까지 총 다섯 개의 출구가 있으며, 각 출구마다 또 별개의 출구가 딸려 있는데 번호로 구별된다.
- A: 킹스로와 콘힐로 북동부
  - A1: 콘힐 가든 1~4동
  - A2: 콘힐 플라자 노스
- B: 킹스로 / 콘힐로 교차로 반대편, 콘힐 N~R동
- C: 콘힐로와 홍온가 사이, 콘힐 A~M동과 콘힐플라자 사우스
- D: 킹스로와 타이구로 사이
  - D1: 시티플라자, 원아일랜드 이스트, 이스트 홍콩 
  - D2: 시티플라자
- E: 콘힐 가든 북동부 끝, 킹스로 인근
  - E1: 시티플라자
  - E2: 콘힐 가든 5~6동
  - E3: 콘힐 가든 7~10동